# Batesville, Texas
Batesville là một nơi ấn định cho điều tra dân số (CDP) thuộc quận Zavala, tiểu bang Texas, Hoa Kỳ. Năm 2010, dân số của nơi này là 1068 người.

## Dân số
- Dân số năm 2000: 1298 người.
- Dân số năm 2010: 1068 người.